# 刘绍宽
刘绍宽（1867年—1942年），字次饶，号厚庄，浙江省平阳县白沙里（今属龙港市）人，经学家、考据学家、教育家。拔贡出身，师承孙怡让、金遁斋、吴承志、宋衡、马相伯，受到维新思想启发在乡县创办10多所学校，曾任温州府中学堂校长、温州籀园图书馆馆长、《平阳县志》副撰等职务。死后，墓地在温州平阳牧垟下村，现为平阳县文物保护单位。